# Onthophagus circulator
Onthophagus circulator là một loài bọ cánh cứng trong họ Bọ hung (Scarabaeidae).